# Riding with the King
Riding with the King — студийный блюзовый альбом Эрика Клэптона и Би Би Кинга, изданный в 2000 году. Получил премию Грэмми в номинации «Лучший традиционный блюзовый альбом» и стал 2×мульти-платиновым.

## Об альбоме
Впервые Кинг и Клэптон выступили в 1967 году в кафе Au Go Go в Нью-Йорке. Тогда Эрику было 22 года и он был участником супергруппы Cream. Тем не менее, музыканты, будучи друзьями уже не один десяток лет, записались вместе только в 1997 году, это была песня «Rock Me Baby», вышедшая в альбоме Кинга Deuces Wild. Тогда же Клэптон сказал, что хочет сделать с Би Би Кингом совместный альбом. Запись завершилась в 2000 году, тогда Клэптону было 55 лет, Кингу — 74.
Помимо прочих, альбом включает пять старых песен Кинга 1950-х — 1960-х годов: «Ten Long Years», «Three O’Clock Blues», «Help the Poor», «Days of Old» и «When My Heart Beats Like a Hammer», а также песню Большого Билла Брунзи «Key to the Highway», которую Клэптон уже записывал в начале 1970-х в составе группы Derek and the Dominos. Заглавная песня «Riding with the King» впервые была записана Джоном Хайаттом в одноимённом студийном альбоме 1983 года.

## Список композиций
| #   | Название                          | Продолжительность | Автор(ы)                                                   |
| --- | --------------------------------- | ----------------- | ---------------------------------------------------------- |
| 1.  | Riding with the King              | 4:23              | Джон Хайатт                                                |
| 2.  | Ten Long Years                    | 4:40              | Би Би Кинг и Жюль Тауб                                     |
| 3.  | Key to the Highway                | 3:39              | Большой Билл Брунзи и Чарли Сигар                          |
| 4.  | Marry You                         | 4:59              | Дойл Брэмхолл II, Сюзанна Мэлвоин, Крэйг Росс, Чарли Сигар |
| 5.  | Three O’Clock Blues               | 8:36              | Би Би Кинг, Лоуэлл Фулсон и Жюль Тауб                      |
| 6.  | Help the Poor                     | 5:06              | Чарльз Синглтон                                            |
| 7.  | I Wanna Be                        | 4:45              | Дойл Брэмхолл II и Чарли Секстон                           |
| 8.  | Worried Life Blues                | 4:25              | Большой Макео Мэрривэзер                                   |
| 9.  | Days of Old                       | 3:00              | Би Би Кинг и Жюль Тауб                                     |
| 10. | When My Heart Beats Like a Hammer | 7:09              | Би Би Кинг и Жюль Тауб                                     |
| 11. | Hold On! I’m Comin'               | 6:20              | Айзек Хейз и Дэвид Портер                                  |
| 12. | Come Rain or Come Shine           | 4:11              | Гарольд Арлен и Джонни Мерсер                              |

## Участники записи
- Би Би Кинг — вокал, гитара
- Эрик Клэптон — вокал, гитара

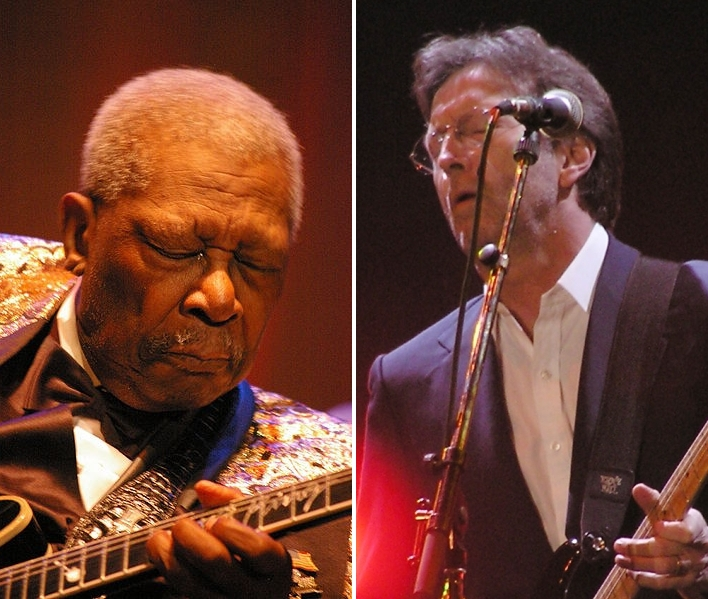
Би Би Кинг и Эрик Клэптон

- Дойл Брэмхолл II — гитара, бэк-вокал
- Энди Фэйрвэзер Лоу — гитара
- Джимми Вон — гитара
- Джо Семпл — фортепиано, пианино Вурлитцера
- Тим Кармон — орган
- Нейтан Ист — бас-гитара
- Стив Гэдд — ударные
- Сюзанна Мэлвоин — бэк-вокал
- Вэнди Мэлвоин — бэк-вокал
- Пол Уэллер — звукозапись